# Discografia di Giuni Russo
Ecco la lista completa di tutte le uscite discografiche di Giuni Russo.
Fino al 1981, con l'album Energie, i dischi sono stati pubblicati solo su vinile, mentre dal 1983, con Vox e successivi, sono usciti contemporaneamente su LP e MC fino a Amala del 1992, sono usciti contemporaneamente su LP e CD da A casa di Ida Rubinstein del 1988, fino a Amala del 1992, sono usciti contemporaneamente su CD e MC da Se fossi più simpatica sarei meno antipatica del 1994, fino a Voce prigioniera del 1998. Della produzione dal 2002 in poi ad essere pubblicati, solo su CD, sono stati solo Signorina Romeo Live, Morirò d'amore, Demo de midi e Napoli che canta.
Inoltre, di Napoli che canta, esiste anche la versione DVD.
La discografia di Giuni Russo è suddivisa in tre fasi:
- 1968 al 1970: come Giusy Romeo
- 1974 al 1976: come Junie Russo
- 1978 al 2004: come Giuni Russo

La "discografia ufficiale" comprende 14 album, tra cui 12 album registrati in studio, 2 album live e 4 raccolte. Inoltre, Giuni Russo, ha pubblicato alcuni singoli senza mai inserirli in album ufficiali.

## Singoli
Come Giusy Romeo
| Anno | Singolo                         | Numero di catalogo | Etichetta      | Posizione massima in classifica | Album |
| ---- | ------------------------------- | ------------------ | -------------- | ------------------------------- | ----- |
| 1968 | No amore/Amerai                 | SCMQ 7082          | EMI - Columbia | -                               | -     |
| 1968 | L'onda/Lui e lei                | SCMQ 7095          | EMI - Columbia | -                               | -     |
| 1968 | I primi minuti/Fumo negli occhi | SCMQ 7118          | EMI - Columbia | -                               | -     |

Come Junie Russo
| Anno | Singolo                                 | Numero di catalogo | Etichetta | Posizione massima in classifica | Album           |
| ---- | --------------------------------------- | ------------------ | --------- | ------------------------------- | --------------- |
| 1975 | Milk of Paradise/I've Drunk in My Dream | 06 13325-Q         | BASF      | -                               | Love Is a Woman |
| 1975 | Everything Is Gonna Be Alright/Vodka    | 06 13330-Q         | BASF      | -                               | Love Is a Woman |
| 1975 | In trappola/Lui nell'anima              | CD 4506            | Ghibli    | -                               | -               |
| 1976 | Mai/Che mi succede adesso               | Ld A 7950          | Durium    | -                               | -               |

Come Giuni Russo
| Anno | Singolo                                      | Numero di catalogo | Etichetta             | Posizione massima in classifica | Album                                        |
| ---- | -------------------------------------------- | ------------------ | --------------------- | ------------------------------- | -------------------------------------------- |
| 1978 | Soli noi/La chiave                           | T 12290            | Elektra Records       | -                               | Giuni Russo (Rhino Collection)               |
| 1982 | Una vipera sarò/Tappeto volante              | 103 878 - 100      | CGD/ARIOLA            | -                               | Energie                                      |
| 1982 | Un'estate al mare/Bing Bang Being            | 10401              | CGD                   | 2                               | Energie                                      |
| 1982 | Good Good Bye/Post moderno                   | 10437              | CGD                   | 14                              | Vox                                          |
| 1984 | Mediterranea/Limonata Cha Cha Cha            | 10548              | CGD                   | 31                              | Mediterranea                                 |
| 1986 | Alghero/Occhiali colorati                    | BLU 9233           | Bubble Record         | 33                              | Giuni                                        |
| 1987 | Ragazzi al luna park/Mango, papaia           | BLU 9238           | Bubble Record         | -                               | Album                                        |
| 1987 | Adrenalina/Adrenalina (strumentale)          | BLUX 934           | Bubble Record         | 35                              | Album                                        |
| 1987 | Mango, papaia/Mango, papaia (strumentale)    | BLUX 935           | Bubble Record         | -                               | Album                                        |
| 1990 | Un'estate al mare/Una vipera sarò            | 3984 23892-9       | CGD                   | -                               | Energie                                      |
| 1994 | Se fossi più simpatica sarei meno antipatica | 5099917950329      | EMI                   | -                               | Se fossi più simpatica sarei meno antipatica |
| 1995 | Un'estate al mare (remix 1995)               | ITW 05             | Itwhy                 | -                               | -                                            |
| 1997 | Gabbiano                                     | 40132              | NAR International     | -                               | Irradiazioni                                 |
| 2000 | Un'estate al mare (remix 2000)               | EXTRA 05 CDS       | Extrarecord           | -                               | -                                            |
| 2003 | Morirò d'amore                               | 5099767359815      | Sony Music            | 10                              | Morirò d'amore                               |
| 2012 | Para Siempre                                 | -                  | Pirames International | 34                              | Para Siempre                                 |
| 2015 | Alghero Remix 2015                           | -                  | M.Antonietta Sisini   | -                               | -                                            |

## Album
| Album come Junie Russo |
| --- |
| Love Is a Woman - Pubblicato: 1975 - Formati: LP, CD - Posizione in classifica: - - Singolo: Milk of Paradise/I've Drunk in My Dream |

| Album come Giuni Russo |
| --- |
| Energie - Pubblicato: 20 luglio 1981 - Formati: LP, musicassetta, CD - Posizione in classifica: - - Singolo: Una vipera sarò/Tappeto volante                                                                                 |
| Vox - Pubblicato: 15 aprile 1983 - Formati: LP, musicassetta, CD - Posizione in classifica: - - Singolo: Good Good Bye/Post moderno                                                                                          |
| Mediterranea - Pubblicato: 13 Aprile 1984 - Formati: LP, musicassetta, CD - Posizione in classifica: - - Singoli: Mediterranea/Limonata Cha Cha Cha                                                                          |
| Giuni - Pubblicato: 1986 - Formati: LP, musicassetta, CD - Posizione in classifica: - - Singoli: Alghero/Occhiali colorati                                                                                                   |
| Album - Pubblicato: 1987 - Formati: LP, musicassetta, CD - Posizione in classifica: - - Singoli: Ragazzi al luna park/Mango, papaia, Adrenalina/Adrenalina (strumentale), Mango, papaia/Mango, papaia (strumentale)          |
| A casa di Ida Rubinstein - Pubblicato: novembre 1988 - Formati: LP, musicassetta, CD - Posizione in classifica: - - Singoli: -                                                                                               |
| Amala (Raccolta con inediti) - Pubblicato: 20 dicembre 1992 - Formati: LP, musicassetta, CD - Posizione in classifica: - - Singoli: -                                                                                        |
| Se fossi più simpatica sarei meno antipatica (EMI CRISLER 29956-2) - Pubblicato: 1994 - Formati: LP, musicassetta, CD - Posizione in classifica: - - Singoli: Se fossi più simpatica sarei meno antipatica                   |
| Voce prigioniera - Pubblicato: 27 novembre 1998 - Formati: LP, musicassetta, CD - Posizione in classifica: - - Singolo: - |
| Signorina Romeo Live - Pubblicato: 23 novembre 2002 - Formati: CD - Posizione in classifica: - - Singoli: - |
| Morirò d'amore - Pubblicato: 7 marzo 2003 - Formati: LP, CD - Posizione in classifica: numero 23 - Singoli: Morirò d'amore                                                                                                   |
| Demo de midi - Pubblicato: 28 novembre 2003 - Formati: CD - Posizione in classifica: - Singoli: - |
| Napoli che canta - Pubblicato: 2 aprile 2004 - Formati: CD, DVD - Posizione in classifica: - - Singoli: - |
| Mediterranea Tour - Pubblicato: 9 settembre 2005 - Formati: CD, DVD - Posizione in classifica: numero 2 - Singoli: - |
| Unusual - Pubblicato: 29 settembre 2006 - Formati: CD, DVD - Posizione in classifica: numero 36 - Singoli: Adrenalina remix (feat. Mab), Un'estate al mare remix (feat. Megahertz) e Una vipera sarò remix (feat. Caparezza) |
| Cercati in me - Pubblicato: 28 novembre 2008 - Formati: CD - Posizione in classifica: - Singoli: - |
| A casa di Ida Rubinstein 2011 - Pubblicato: 29 marzo 2011 - Formati: CD, DVD - Posizione in classifica: numero 81 - Singoli: -                                                                                               |
| Para siempre (Cofanetto CD/DVD) - Pubblicato: 20 novembre 2012 - Formati: CD, DVD - Posizione in classifica: numero 62 - Singoli: Para Siempre                                                                               |
| Unica - Pubblicato: 15 ottobre 2013 - Formati: LP, CD - Posizione in classifica: - - Singolo: - |
| Il ritorno del soldato Russo - Pubblicato: 18 novembre 2014 - Formati: LP, CD - Posizione in classifica: - - Singolo: - |
| Las Moradas - Pubblicato: 18 settembre 2015 - Formati: CD - Posizione in classifica: 59 - Singolo: - |
| Fonte d'amore - Pubblicato: 18 novembre 2016 - Formati: CD - Posizione in classifica: 46 - Singolo: - |
| Armstrong - Pubblicato: 8 settembre 2017 - Formati: LP, CD - Posizione in classifica: 37 - Singolo: - |
| Aliena - Giuni dopo Giuni - Pubblicato: 15 gennaio 2021 - Formati: LP, CD - Posizione in classifica: 2 - Singolo: Song of Naples (O sentiero d’’o mare)                                                                      |

## EP
| Giuni Russo. Da un'estate al mare al Carmelo - Pubblicato: 7 settembre 2009 - Formati: CD |

## Raccolte
| Un'estate al mare - Pubblicato: 1983 - Formati: LP, MC                                                    |
| Sere d'agosto - Pubblicato: 1987 - Formati: LP, MC                                                        |
| I successi di Giuni Russo - Pubblicato: 1989 - Formati: LP, MC, CD                                        |
| Le più belle canzoni - Pubblicato: 26 ottobre 1990 - Formati: MC, CD                                      |
| The Complete Giuni (Raccolta con inediti) - Pubblicato: 19 ottobre 2007 - Formati: CD                     |
| Il meglio di Giuni Russo - Pubblicato: 28 giugno 2011 - Formati: CD                                       |
| Giuni Russo (Rhino Collection) (Raccolta con inediti su CD) - Pubblicato: 13 settembre 2011 - Formati: CD |
| Il meglio di Giuni Russo - Grandi Successi - Pubblicato: 8 luglio 2016 - Formati: CD                      |
| Jazz a casa di Ida Rubinstein - Pubblicato: 10 settembre 2021 - Formati: LP, 2xCD + DVD                   |

## Videografia

### DVD
- 2004 - Napoli che canta
- 2007 - La sua figura (postumo)

### Video musicali
- 1987 - Diva divina
- 1994 - Se fossi più simpatica sarei meno antipatica
- 2003 - Una rosa è una rosa, regia di Ivan Cattaneo
- 2017 - Non voglio andare via, regia di Carlo Fenizi (postumo)

## Discografia non ufficiale

### Singoli
- 1995 - Un'estate al mare (love guitar mix)/Un'estate al mare (deep mix)/Un'estate al mare (july 41 st)

### Album
| Irradiazioni (Raccolta con inediti) - Pubblicato: 4 aprile 2003 - Formati: CD |

### Raccolte
| Un'estate al mare - Pubblicato: 1983 - Formati: LP, MC |
| Sere d'agosto - Pubblicato: 1987 - Formati: LP, MC |
| I successi di Giuni Russo - Pubblicato: 1989 - Formati: LP, MC, CD                                                                                            |
| Onde leggere (Raccolta pubblicata in due edizioni) - Pubblicato: 24 settembre 1996 - Formati: CD                                                              |
| Alghero (Raccolta pubblicata in due edizioni) - Pubblicato: 24 maggio 1999 - Formati: CD                                                                      |
| Il meglio (Raccolta con versioni riarrangiate, pubblicata in due edizioni) - Pubblicato: 28 aprile (1ª edizione) - 18 maggio 2000 (2ª edizione) - Formati: CD |
| I miei successi - Pubblicato: 29 settembre 2004 - Formati: CD                                                                                                 |
| Voce che grida - Pubblicato: 1 ottobre 2004 - Formati: CD |

## Duetti in studio
- Con Donatella Rettore: Adrenalina (in Album, 1987)
- Con Franco Battiato: Lettera al Governatore della Libia (in Giubbe rosse, 1989)
- Con Franco Battiato: Strade parallele (Aria siciliana) (in Se fossi più simpatica sarei meno antipatica, 1994)
- Con Franco Battiato: J'entend siffler le train (in Signorina Romeo Live, 2002)
- Con Natale Romeo: A' cchiù bella (in Napoli che canta, 2004)
- Con Toni Childs: Morirò d'amore (in Unusual, 2006)
- Con Lene Lovich: Moro perché non moro (in Unusual, 2006)
- Con Caparezza: Una vipera sarò (in Unusual, 2006)
- Con Mab: Adrenalina (in Unusual, 2006)
- Con Megahertz: Un'estate al mare (in Unusual, 2006)
- Con Franco Battiato: La sua Figura (in Unusual, 2006)
- Con Carmelitane Scalze La sposa (in Unusual, 2006)
- Con Vladimir Luxuria: Illusione (in Unusual, 2006)
- Con Franco Battiato: Le crépuscule (in A casa di Ida Rubinstein 2011, 2011)

## Duetti televisivi
- Con Rita Forte: Alghero - Un'estate al mare (live da Tappeto Volante, 1994)
- Con Sergio Godinho: A barca dos amantes (La barca degli amanti) (live da Premio Tenco, 1995)
- Con Ricchi e Poveri: There must be an angel (live da La notte vola, 2001)
- Con Alberto Camerini e Lorella Cuccarini: Cuccurucucu Paloma (live da La notte vola, 2001)
- Con Gruppo Italiano: Alghero (live da La notte vola, 2001)
- Con Fiordaliso, Iva Zanicchi e Angela Brambati: Almeno tu nell'universo (live da Testarda io, 2002)
- Con Fiordaliso, Iva Zanicchi, Platinette e Angela Brambati: Che sarà (live da Testarda io, 2002)
- Con Iva Zanicchi: Tu ca nun chiagne (live da Testarda io, 2002)
- Con Fiordaliso, Iva Zanicchi, Platinette, Angela Brambati e Thelma Houston: Hey Jude (live da Testarda io, 2002)
- Con Serena Autieri: Un'estate al mare (live da Sanremo, 2003)

## Cover di Giuni Russo
- Fumo negli occhi : 1968

Smoke Gets in Your Eyes : (1933), versione originale in inglese: di Tamara.
Fumo negli occhi : (1969), cover di Gianni Morandi.
Fumo negli occhi : (1970), cover di Claudio Villa.
- I primi minuti : 1968

I Say a Little Prayer : (1967), versione originale in inglese: di Dionne Warwick.
I Say a Little Prayer : (1967), cover di Burt Bacharach.
- Everything Is Gonna Be Alright : 1975

We're Doing Fine : (1965), versione originale in inglese: di Dee Dee Warwick.
Everything's Gonna Be Alright : (1967), cover di P. P. Arnold, la versione più conosciuta.
- A mezzanotte : 1988

A mezzanotte : (1836 - 1840), arietta in italiano: di Gaetano Donizetti.
- Malinconia, ninfa gentile : 1988

Malinconia, ninfa gentile : (1829), arietta in italiano: di Vincenzo Bellini.
- Le crépuscule : 1988

Le crépuscule : (1836 - 1840), arietta in italiano: di Gaetano Donizetti.
- La zingara : 1988

La zingara : (1822), arietta in italiano: di Vincenzo Bellini.
- Fenesta che lucive : 1988

Fenesta ca lucive : (1500), romanza in Osco-Napoletano: di Vincenzo Bellini.
Fenesta ca lucive : (1913), cover di Enrico Caruso.
- Vanne, o rosa fortunata : 1988

Vanne, o rosa fortunata: (1829), arietta in italiano: di Vincenzo Bellini.
- Nell'orror di notte scura : 1988

Nell'orror di notte scura: (1838), romanza in italiano: di Giuseppe Verdi.
- Me voglio fà na casa : 1988

Me voglio fà na casa : (????), versione originale in napoletano: di Gaetano Donizetti.
- Se fossi più simpatica sarei meno antipatica 1994

Fortunello : (1915), versione originale in italiano: di Ettore Petrolini.
- Cry : 1996

Cry  : (1951), versione originale: di Ruth Casey.
Cry  : (1965), cover: di Ray Charles.
- Johnny Guitar : 2004

Johnny Guitar  : (1954), cover: di Peggy Lee.
- Il re del mondo : 1998

Il re del mondo : (1985), versione originale in italiano: di Franco Battiato.
Il re del mondo : (1985), cover di Alice.
- Nomadi : 1998

Nomadi : (1986), versione originale in italiano: di Alice.
Nomadi : (1988), cover di Franco Battiato.
- J'entend siffler le train : 2002

500 Miles Away From Home : (1961), versione originale in inglese: dei The Journeymen.
500 Miles : (1961), cover di Elvis Presley.
J'entend siffler le train : (1962), cover di Richard Anthony.
- Un'anima fra le mani : 2002

Un'anima pura : (1961), versione originale in italiano: di Don Marino Barreto Jr.
Un'anima pura : (1964), cover dei The Rokes.
Un'anima tra le mani : (1976), cover dei I Beans.
- Il Carmelo di Echt : 2002

Il Carmelo di Echt : (1991), versione originale in italiano: di Juri Camisasca.
Il Carmelo di Echt : (2008), cover di Franco Battiato.
- Ciao amore ciao : 2002

Ciao amore ciao : (1967), versione originale in italiano: di Luigi Tenco.
Ciao amore ciao (versione francese) : (1967), cover di Dalida.
- Torna a Surriento : 2004

Torna a Surriento : (1902), versione originale in napoletano: di Giambattista De Curtis & Ernesto De Curtis.
Torna a Surriento : (1902), cover di Maria Cappiello.
Torna a Surriento : (1904), cover di Enrico Caruso.
- Marechiare : 2004

A marechiaro : (1886), versione originale in napoletano: di Salvatore di Giacomo.
Marechiare : (1959), cover di Claudio Villa.
- Serenatella a mare : 2004

Serenatella a mare : (1916), versione originale in napoletano: di Libero Bovio & Nicola Valente.
- Tu ca nun chiagne : 2004

Tu ca nun chiagne : (1915), versione originale in napoletano: di Enrico Caruso.
- 'O sole mio  : 2004

 'O sole mio  : (1898), versione originale in napoletano: di Giovanni Capurro & Eduardo di Capua.
 'O sole mio  : (1916), cover di Enrico Caruso.
- 'Ndringhete ndrà  : 2004

 'Ndringhete ndrà  : (1895), versione originale in napoletano: di Giuseppe De Gregorio & Pasquale Cinquegrana.
- Funiculì, Funiculà : 2004

Funiculì, Funiculà : (1895), versione originale in napoletano: di Peppino Turco & Luigi Denza.
Funiculì, Funiculà : (1896), cover di Ferruccio Giannini.
- Sott' 'e ccancelle : 2004

Sott' 'e ccancelle  : (1920), versione originale in napoletano: di Giuseppe Tetamo & Mario Nicolò.
- Santa Lucia luntana : 2004

Santa Lucia luntana  : (1919), versione originale in napoletano: di Gina De Chamery.
- *My Way : 2012

My Way  : (1969), cover: di Frank Sinatra.
- Il nostro concerto : 2012

Il nostro concerto  : (1960), cover: di Umberto Bindi.
- New York New York : 2012

New York New York  : (1977), cover: di Liza Minnelli.
- Io che amo solo te : 2012

Io che amo solo te  : (1962), cover: di Sergio Endrigo.
- People : 2012

People  : (1964), cover: di Barbra Streisand.
- Yesterday : 2012

Yesterday  : (1965), cover: di The Beatles.

## Cover di canzoni di Giuni Russo eseguite da altri
| Artista                               | Canzone                                                   | Anno | Album                         |
| ------------------------------------- | --------------------------------------------------------- | ---- | ----------------------------- |
| Giovanni Caccamo                      | La sua figura                                             | 2018 | Eterno                        |
| Silvia Mezzanotte                     | La sua figura                                             | 2016 | Live (eseguita solo in Tour)  |
| Antonella Lo Coco                     | Morirò d'amore                                            | 2012 | Cuore scoppiato               |
| Tripoli                               | Limonata Cha Cha Cha                                      | 2012 | A sesso unico                 |
| Tripoli                               | I ragazzi del sole                                        | 2012 | A sesso unico                 |
| Tripoli                               | Babilonia                                                 | 2012 | A sesso unico                 |
| Tripoli                               | Le contrade di Madrid                                     | 2012 | A sesso unico                 |
| Platinette                            | Aprite le finestre (feat. Giuni Russo)                    | 2012 | Perle coltivate               |
| Babylonia                             | La sua figura                                             | 2012 | Tales of loving hearts        |
| Alice                                 | A cchiù bella                                             | 2012 | Samsara                       |
| Annalisa                              | Un'estate al mare                                         | 2012 | Live (eseguita solo nel Tour) |
| Alphas-X                              | Un'estate al mare                                         | 2011 | -                             |
| Ginevra Di Marco                      | La sposa                                                  | 2011 | Canti, richiami d'amore       |
| Letizia                               | Un'estate al mare                                         | 2011 | -                             |
| Fabrizio Piepoli                      | La sposa                                                  | 2010 | Il cedro e la rosa            |
| Zero2                                 | Un'estate al mare                                         | 2010 | -                             |
| Sonia De Castelli                     | Un'estate al mare                                         | 2010 | -                             |
| Fraulein Rottenmeier                  | Una vipera sarò                                           | 2009 | Pagliette                     |
| Alice                                 | A cchiù bella                                             | 2009 | Lungo la strada               |
| The Fool Moon                         | Crisi metropolitana                                       | 2008 | Frankie vs Predator           |
| J. Dee Project Feat. Barbara 16 Music | Un'estate al mare                                         | 2007 | I Love Italy                  |
| Monica Sarnelli                       | A cchiù bella                                             | 2007 | Lazzari felici Volume 2       |
| Jolly Roger                           | Un'estate al mare                                         | 2000 | -                             |
| Tre Allegri Ragazzi Morti             | Fortunello (se fossi più simpatica sarei meno antipatica) | 1995 | Le origini                    |
| Mary Patti                            | Un'estate al mare                                         | 1994 | Canzoni in libertà            |
| Milva                                 | Atmosfera                                                 | 1989 | Svegliando l'amante che dorme |

## Collaborazioni

### Corista
- 1972: Con I mali del secolo di Adriano Celentano - intero album
- 1972: Con Ys de Il Balletto di Bronzo - intero album
- 1978: Con Selvaggio di Iva Zanicchi
- 1979: Con Io a di Cristiano Malgioglio
- 1980: Con Partire oltre amore di Filipponio
- 1982: Con La passione secondo Milva di Milva
- 1982: Con Spirito della Terra di Dario Baldan Bembo - intero album
- 1982: Con Amico è (inno dell'Amicizia) di Dario Baldan Bembo
- 1985: Con Volare di A.A.V.V.
- 1989: Con Alexander Platz di Franco Battiato

## Partecipazioni
Compilation a cui Giuni Russo ha partecipato almeno con un brano
- 1968: Con No amore (Giusy Romeo) / Le solite cose (Pino Donaggio);
- 1968: Con Musica d'estate nel brano L'onda;
- 1976: Con Mai (Junie Russo) / Diverso (Snakes);
- 1982: Con Festivalbar '82 nel brano Un'estate al mare;
- 1982: Con Promo per DJ nel brano un'estate al mare;
- 1982: Con Italo Hits nel brano Un'estate al mare;
- 1982: Con Un'estate al mare (Giuni Russo) / Why Can't we live together (Mike Anthony);
- 1982: Con Un'estate al mare (Giuni Russo) / Non sono una signora (Loredana Bertè);
- 1983: Con 1982 Un anno di successi nel brano Un'estate al mare;
- 1983: Con Azzurro mare nel brano Sere d'agosto;
- 1983: Con Good Good Bye (Giuni Russo) / Non siamo in pericolo (Pooh);
- 1984: Con Festivalbar '84 nel brano Limonata Cha Cha Cha;
- 1984: Con Canzoni per l'estate N.1 '84 nel brano Mediterranea;
- 1984: Con Natale con i tuoi nel brano Adeste fideles;
- 1985: Con Musicaitalia per l'Etiopia col brano Volare;
- 1986: Con Alghero (Giuni Russo) / Sole sole (Eugenio Bennato) / Kangarù (Lorella Cuccarini);
- 1987: Con Snobberry & Decay (Act) / Adrenalina (Giuni Russo feat. Rettore);
- 1987: Con Discoestate '87 nel brano Adrenalina (feat. Rettore);
- 1992: Con Winner Compilation nel brano Amala;
- 1993: Con Vamos a la playa, I grandi successi dell'estate nel brano Un'estate al mare;
- 1994: Con Special for radio nel brano Se fossi più simpatica sarei meno antipatica;
- 1994: Con Azzurra nel brano Il vento folle;
- 1996: Con Balla-o balla-o nel brano Un'estate al mare;
- 1997: Con Summer time nel brano Un'estate al mare;
- 2000: Con Italo pop duets nel brano Un'estate al mare;
- 2001: Con La notte vola nel brano Un'estate al mare;
- 2002: Con 80 Italia Vol. 2 nel brano Limonata Cha Cha Cha;
- 2003: Con Canta Tu: Canzoni Di Mare Vol. 1 nel brano Un'estate al mare;
- 2003: Con Sanremo 2003 nel brano Morirò d'amore (Le tue parole);
- 2003: Con One shot 80 vol.15 nel brano Un'estate al mare;
- 2003: Con Super Hits Italia '80 nel brano Un'estate al mare;

- 2003: Con Io No (O.S.T.) nel brano Un'estate al mare;
- 2004: Con Discoitalia Vol. 2 Un'estate al mare;
- 2004: Con Voli imprevedibili nel brano Il re del mondo;
- 2004: Con Canzoni E Canzoni nel brano Un'estate al mare;
- 2004: Con Hot summer 2004 nel brano Un'estate al mare;
- 2004: Con Noi Donne nel brano Un'estate al mare;
- 2004: Con Sempre Verdi Vol. 1 nel brano Un'estate al mare;
- 2004: Con Balla Che Ti Passa Vol. 2 nel brano Limonata Cha Cha Cha;
- 2005: Con I Grandi Successi Degli Anni 80 Vol. 1 nel brano Un'estate al mare;
- 2005: Con One '70 '80 Vol. 2 nel brano Un'estate al mare;
- 2005: Con Vamos A La Playa nel brano Un'estate al mare;
- 2005: Con Dj Selection 64: Italianissima Vol. 3 nel brano Un'estate al mare;
- 2005: Con Number One Party Speciale nel brano Un'estate al mare;
- 2006: Con I Protagonisti Vol. 4 nel brano Un'estate al mare;
- 2006: Con Hit Mania Estate 2006 nel brano Un'estate al mare;
- 2006: Con Canzoni & Canzoni Vol. 1 nel brano Un'estate al mare;
- 2006: Con Platinette my collection nel brano Adrenalina (feat. Donatella Rettore);
- 2007: Con Radio Birikina: Le Canzoni Del Mare 2 nel brano Un'estate al mare;
- 2007: Con Viva Beach Party Estate nel brano Un'estate al mare;
- 2007: Con Caffè Fandango Vol. 1 nel brano La sua figura (feat. Franco Battiato);
- 2007: Con Vip love collection Vol. 1 nel brano Un'estate al mare;
- 2008: Con Un'Estate Al Mare (O.S.T.) nel brano Un'estate al mare;
- 2008: Con Milano Marittima Club % Beach nel brano Un'estate al mare;
- 2008: Con Spiaggia Italia nel brano Mediterranea;
- 2008: Con Vacanze A Portocervo: Un'estate Da Ballare nel brano Un'estate al mare;
- 2009: Con 100 Canzonissime Vol. 4 nel brano Un'estate al mare;
- 2009: Con Estate Italiana (Blu) nel brano Un'estate al mare;
- 2010: Con One Shot Summer nel brano Un'estate al mare;
- 2010: Con Super Estate Verde nel brano Un'estate al mare;
- 2010: Con La Compilation Più Figa dell'Estate nel brano Un'estate al mare;
- 2011: Con Bellissime nel brano Un'estate al mare.

## Ristampe
- 2005 - Energie (Wea)
- 2005 - A casa di Ida Rubinstein; contenuto nel cofanetto Mediterranea Tour (NAR)
- 2007 - Se fossi più simpatica sarei meno antipatica (Radio Fandango)
- 2012 - Vox - Mediterranea (2 LP in un CD)
- 2012 - Love Is a Woman
- 2016 - Giuni, Album e Il ritorno del soldato Russo (nel cofanetto Fonte d'amore)
- 2021 - A casa di Ida Rubinstein e A casa di Ida Rubinstein 2011 (nella raccolta Jazz a casa di Ida Rubinstein)

## Brani scritti da Giuni Russo
Nel corso dei suoi trentasei anni di carriera artistica, Giuni ha inciso ben 194 brani, dei quali 172 sono i brani ufficiali pubblicati in vita; altri 44 brani ufficiali sono stati pubblicati soltanto dopo la sua prematura scomparsa: pertanto la produzione complessiva ammonta a 216 brani ufficiali e 22 brani non ufficiali.
Tranne 51 brani scritti da altri autori (Franco Battiato più di tutti) i rimanenti 165 furono scritti dalla stessa Russo, in veste o di autrice o di musicista, e da Maria Antonietta Sisini.

### Brani scritti per altri artisti
| Anno | Titolo                       | Autori del testo                       | Autori della musica                                 | Interpreti           |
| ---- | ---------------------------- | -------------------------------------- | --------------------------------------------------- | -------------------- |
| 1977 | Nice and easy                | Rosalinda Robinson                     | Enrico Intra, Giuni Russo e Maria Antonietta Sisini | Roxy Robinson        |
| 1977 | Uomo                         | Donata Giachini                        | Ezio Leoni e Giuni Russo                            | Paolo Mengoli        |
| 1977 | Selvaggio                    | Cristiano Malgioglio                   | Ezio Leoni, Giuni Russo e Maria Antonietta Sisini   | Iva Zanicchi         |
| 1978 | Heidi-di                     | Umberto Napolitano                     | Giuni Russo e Maria Antonietta Sisini               | Rita Pavone          |
| 1978 | Shiver                       | Donata Giachini e Cristiano Malgioglio | Giuni Russo e Maria Antonietta Sisini               | Marie Laure Sachs    |
| 1978 | Music in love                | Cristiano Malgioglio                   | Giuni Russo e Maria Antonietta Sisini               | Marie Laure Sachs    |
| 1978 | Put honey disco              | Cristiano Malgioglio                   | Giuni Russo e Maria Antonietta Sisini               | ????                 |
| 1979 | Il mondo dei ragazzi         | Umberto Napolitano                     | Giuni Russo e Maria Antonietta Sisini               | Rita Pavone          |
| 1979 | Triangolo d'amore            | Cristiano Malgioglio                   | Giuni Russo e Maria Antonietta Sisini               | Rita Pavone          |
| 1979 | Che presuntuoso questo cuore | Filipponio                             | Giuni Russo e Maria Antonietta Sisini               | Filipponio           |
| 1979 | Non è un'ora                 | Filipponio                             | Giuni Russo e Maria Antonietta Sisini               | Filipponio           |
| 1979 | Io A                         | Cristiano Malgioglio                   | Giuni Russo e Maria Antonietta Sisini               | Cristiano Malgioglio |
| 1980 | Ho fatto l'amore con me      | Cristiano Malgioglio                   | Giuni Russo e Maria Antonietta Sisini               | Amanda Lear          |
| 1981 | American men                 | Trevor Veitch                          | Giuni Russo e Maria Antonietta Sisini               | Roberta Kelly        |
| 1981 | Sexy finger                  | Susan Duncan Smith                     | Giuni Russo e Maria Antonietta Sisini               | Susan Duncan Smith   |
| 1995 | Maria Guadalupe              | Giuni Russo                            | Maria Antonietta Sisini                             | Alessandra           |

## Televisione

### Sigle Tv
- 1976: Cantagiro 1976
- 1977: Cantagiro 1977
- 1981: Ciranda de pedra con Fumo negli occhi;
- 1982: Superflash con Amico è;
- 1988: Effetto Cinema con Diva divina.

### Colonne Sonore
- 1978: Heidi torna a casa con Heidi-di (interpretato da Rita Pavone)
- 1984: Amarsi un po'... con Mediterranea
- 1987: Rimini Rimini con Con te
- 1992: Detective Extralarge di Bud Spencer con Black Image
- 1996: L'equivoco della luna con Alghero;
- 2008: Un altro pianeta di Stefano Tummolini con Mediterranea (versione inedita, live)
- 2009: I Cesaroni con Occhiali colorati;
- 2011: Concerto italiano, di Italo Moscati, con A 'cchiù bella

### Spot
- 1979 - 1981: Philips

## Collaborazioni con autori, musicisti, produttori, parolieri
- Maria Antonietta Sisini
- Franco Battiato
- Alberto Radius
- Giusto Pio
- Francesco Messina
- Cristiano Malgioglio
- Angelo Carrara
- Lele Melotti
- Sante Palumbo
- Alessandro Centofanti
- Alessandro Nidi
- Martino Traversa
- Juri Camisasca
- Vania Magelli
- Mario Luzzatto Fegiz
- Michael Logan
- Davide Tortorella
- Giuseppe Tripolino
- Donato Filipponio
- Giovanni Romoli
- Donata Giachini
- Luca Baraldo
- Antonio De Robertis
- Enrico Intra
- Vito Pallavicini
- Albano Carrisi
- Michele Fedrigotti
- Vince Tempera
- Cabildo
- Dino Cafaro
- Alessandro Stragliati
- Susan Smith Duncan
- Ezio Leoni
- Vittoria Elena Belotti
- Pierluigi Galluzzi
- Lucia Castagna
- Umberto Napolitano
- Rosalinda Robinson
- Donato Filipponio
- Gianfranco Signori
- Carlo Remo Binosi
- Francesco De Paola
- Francesco Chiaravalle
- Lorenzo Bornice
- Elio Palumbo
- Francesco Specchia
- Massimo Ferraguti
- Maurizio Naddeo
- Clarisse tunisine
- Lucio Fabbri
- Pier Didoni
- Alex Battini De Barreiro

- Marco Remondini
- Stefano Medioli
- Corrado Medioli
- Catia Rea
- Romina Denaro
- Tato Grieco
- Samuele Marlieri
- Roberto Cacciapaglia
- Alberto Boi
- Filippo Destrieri
- Amedeo Bianchi
- Cesare Fava
- Fleur Jaeggy
- Umberto Mari
- Roberto Cappella
- Osage Tribe
- Marco Colombo
- Roberto Colombo
- Franco Zanetti
- Alex Battini
- Roby Facini
- Novecento
- Enrico Ferraresi
- Alfio Cantarella
- Enrico Rava
- Andrea Penna
- Maria Grazia Ferretti
- Marco Mistrangelo
- Massimo Morini
- Franco Bianca
- Cucciolo Favia
- Stefano Barzan
- Stefano Dionigi
- Diniz
- George Aghedo
- Paolo Donnarumma
- Julius Farmer
- Enzo Denna
- Walter Scebran
- Lino Capra Vaccina
- Giuliana Colonna
- Alfredo Golino
- Stefano Previsti
- Flaviano Cuffari
- Gianni Zilioli
- Umberto Iervolino
- Francesco De Paola
- Graziano Demurtas
- Tato Grieco
- Maurizio Frigerio
- Celeste Frigo

## Etichette discografiche
- Columbia/EMI: dal 1967 al 1969
- Basf: dal 1974 al 1975
- Ghibli: nel 1975
- Durium: nel 1976
- Wea/Elektra: nel 1978
- CGD: dal 1980 al 1985
- Ricordi: dal 1985 al 1987
- L'Ottava: nel 1988
- Wea: dal 1991 al 1992
- EMI: nel 1994
- NAR: dal 1997 al 1999
- Sony Music: dal 2002 al 2004